# Centauro (astronomía)

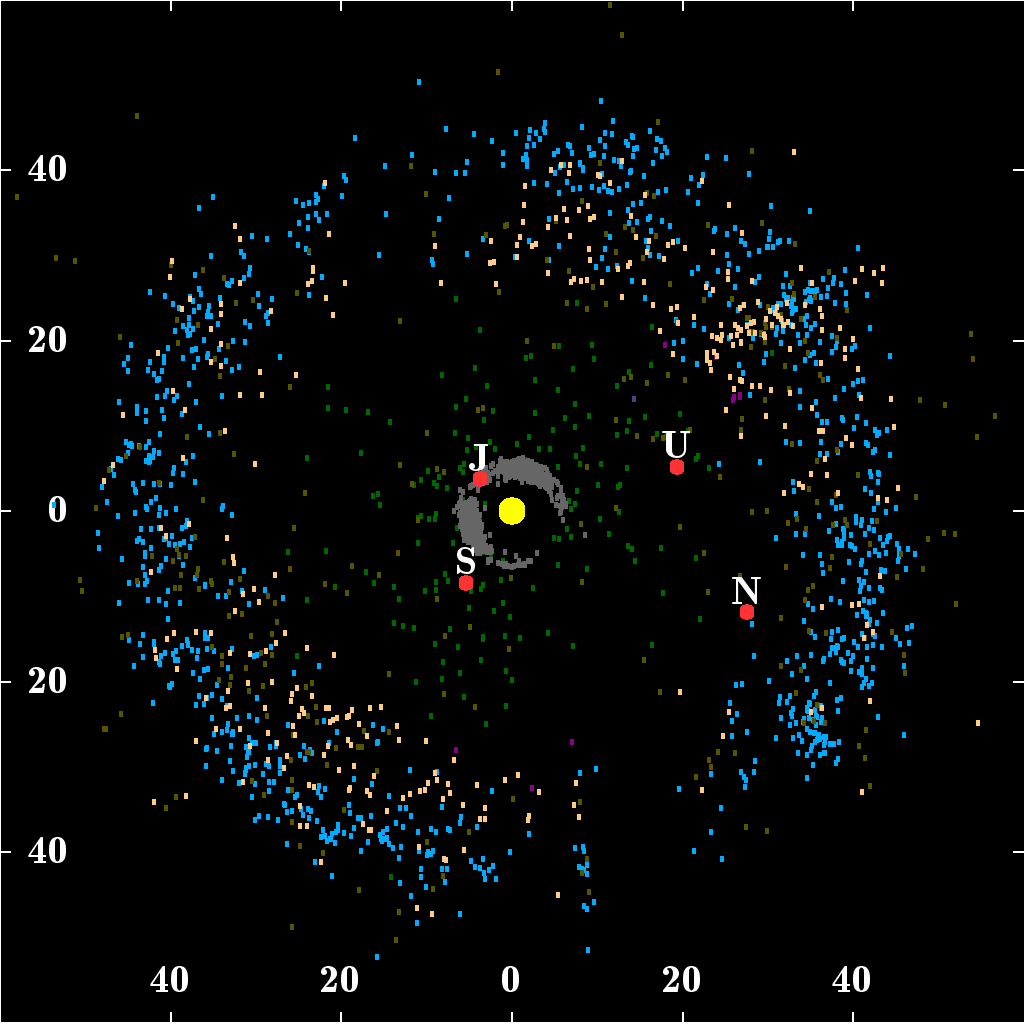
Objetos conocidos del cinturón de Kuiper, derivados de los datos del MPC. Los objetos en el cinturón de Kuiper son de color azul, mientras que los objetos dispersos son de color naranja. Los cuatro planetas exteriores son de color rojo. Algunos troyanos conocidos de Neptuno son de color morado, mientras que los de Júpiter son de color gris. Los objetos dispersos entre la órbita de Júpiter y el cinturón de Kuiper, en verde, son conocidos como centauros. La escala está en UA.

En astronomía planetaria, un centauro es un cuerpo menor del sistema solar con un perihelio o un semieje mayor entre aquellos de los planetas exteriores. Los centauros generalmente tienen órbitas inestables porque cruzan, o han cruzado, las órbitas de uno o más de los planetas gigantes; casi todas sus órbitas tienen vidas dinámicas de solo unos pocos millones de años, pero hay un centauro conocido, (514107) Kaʻepaokaʻawela, que puede estar en una órbita estable (aunque retrógrada). Los centauros suelen mostrar las características tanto de los asteroides como de los cometas. Reciben su nombre de los centauros mitológicos que eran una mezcla de caballo y humano. El sesgo de observación hacia objetos grandes dificulta la determinación de la población total de centauros. Las estimaciones del número de centauros en el Sistema Solar de más de 1 km de diámetro oscilan entre 44 000. y más de 10 000 000.
El primer centauro que se descubrió, según la definición del Jet Propulsion Laboratory y la que se usa aquí, fue 944 Hidalgo en 1920. Sin embargo, no fueron reconocidos como una población distinta hasta el descubrimiento de (2060) Quirón en 1977. El centauro más grande confirmado es Cariclo, que con 260 kilómetros de diámetro es tan grande como un asteroide mediano del cinturón principal, y se sabe que tiene un sistema de anillos. Fue descubierto en 1997.
Ningún centauro ha sido fotografiado de cerca mediante alguna sonda espacial, aunque hay evidencia de que la luna Febe de Saturno, fotografiada por la sonda Cassini en 2004, pudiera ser un centauro capturado que se habría originado en el cinturón de Kuiper. Además, el telescopio espacial Hubble ha obtenido información sobre las características de la superficie de (8405) Asbolo.
Ceres puede haberse originado en la región de los planetas exteriores, y, de ser así, podría considerarse un antiguo centauro, pero todos los centauros que se ven hoy en día se originaron en otros lugares.
De los objetos que se sabe que ocupan órbitas similares a las de los centauros, se ha encontrado que aproximadamente 30 muestran comas de polvo similares a los de un cometa, siendo tres —Quirón, Equeclo y 29P/Schwassmann-Wachmann 1—, los que tienen niveles detectables de producción volátil en órbitas completamente más allá de Júpiter. Por lo tanto, Quirón y Equeclo se clasifican como centauros y cometas, mientras que Schwassmann-Wachmann 1 siempre ha tenido la designación de cometa. Se sospecha que otros centauros, como (52872) Ocírroe, han mostrado comas. Se espera que cualquier centauro que sea perturbado lo suficientemente cerca del Sol se convierta en un cometa. 

## Órbitas

### Distribución

Órbitas de los centauros conocidos. Según este diagrama, un objeto es clasificado como centauro si es su semieje mayor está entre los de Júpiter y Neptuno.

El diagrama muestra las órbitas de todos los centauros conocidos en relación con la de los planetas. Los troyanos conocidos de Neptuno se muestran en verde. Para los objetos seleccionados la excentricidad de las órbitas es representada con segmentos rojos, que se extienden del perihelio al afelio. La inclinación es representada en el eje de las abscisas.
Para ilustrar el rango de los parámetros orbitales, tres objetos con órbitas extremadamente inusuales han sido dibujados en amarillo en el diagrama:
- 2005 VB 123 tiene el más alto grado de inclinación en su órbita (~39°); curiosamente, su órbita es también casi-circular (la menor excentricidad < 0,01)
- Asbolo tiene la órbita más excéntrica (excentricidad=0.62)
- 2001 XZ25 tiene la inclinación más baja (<3º).

Las pequeñas adiciones en el gráfico muestran histogramas con las inclinaciones de la órbita (i) (5º intervalo), la excentricidad (e) (intervalo 0,05) y semi-eje mayor (a) (intervalo de 2 UA). Las órbitas de los Centauros se caracterizan por un ancho abanico en lo que al grado de excentricidad se refiere, desde los muy excéntricos (Folo, Asbolo, Amicus, Neso) a lo más circulares (Cariclo y los asteroides cronosecantes: Thereus, Ocírroe).

### Órbitas cambiantes
Debido a que los centauros cruzan las órbitas de los planetas gigantes y no están protegidos por la resonancia orbital, sus órbitas son inestables dentro de una escala de tiempo de 106 –107 Años. Los estudios dinámicos de sus órbitas indican que centauros son probablemente un estado orbital intermedio de objetos en transición desde el Cinturón de Kuiper a la Familia de Júpiter de cometas de período corto. Estos objetos deben ser perturbados desde el Cinturón de Kuiper, después de lo cual se convierten en Neptuno-secantes e interactúan gravitacionalmente con este planeta (ver teorías del origen). Es entonces cuando son clasificados como centauros, pero sus órbitas son caóticos, evolucionando relativamente rápidamente según el centauro se va acercando repetidamente a alguno o algunos de los planetas exteriores. Algunos centauros evolucionarán a objetos cronosecantes tras lo cual sus perihelios pueden llegar a verse reducidos al sistema solar interior y reclasificados, por tanto como cometas de la Familia de Júpiter activos, sí demuestran actividad cometaria. Los centauros chocarán en último caso con el Sol o un planeta si no son expulsados al espacio interestelar después de una aproximación excesiva a alguno de los planetas, especialmente Júpiter.

## Características físicas

Distribución por colores de los centauros.

El tamaño relativamente pequeño de centauros impide las observaciones de superficie, pero los índices del color y los espectros pueden indicar la posible composición de superficie y pueden proporcionar pistas sobre el origen de los cuerpos.

### Colores
Demuestra una diversidad misteriosa del color que desafía algún modelo sencillo de la composición de superficie. En el esquema en el derecho, el índice de color son las medidas de magnitud aparente de un objeto por azul (B), visible (V)  es decir verde-amarillo y rojo (R) los filtros. El esquema ilustra estas diferencias (en el color aumentado) para todos centauros con índices conocidos de color. Para la referencia, dos lunas: Tritón Y Febe, y el planeta Marte están dibujados (letras amarillas), pero no a escala.
Los Centauros parecen estar agrupados en dos clases:
- muy rojos, por ejemplo (5145) Folo
- azules (o azul-grisáceos, según algunos autores), por ejemplo (2060) Quirón

Hay numerosas teorías que intentan explicar esta diferencia de colores, pero pueden ser divididas en dos categorías:
- La diferencia de colores es resultado de una diferencia en el propio origen y/o composición del Centauro (ver origen abajo)
- La diferencia de colores refleja un diferente nivel de reacción ante la radiación y/o actividad cometaria.

Como ejemplos de la segunda categoría, el color rojizo de Folo ha sido explicado como un manto de rojos irradiados orgánicos, mientras Quirón debido en parte a su actividad cometaria periódica un color gris azulado. La correlación con la actividad y el color no es segura, sin embargo, los Centauros activos abarcan dicha gama de colores del azul (Quirón) al rojo (166P/NEAT 2001 T4). Por otra parte, Folo, debe haber sido sólo muy recientemente expedido del Cinturón de Kuiper, de manera que ese proceso de transformación de su superficie no ha ocurrido todavía.
A. Delsanti et al sugieren procesos de competencia múltiple: enrojecidos por la radiación, y colorados por choques.

### El Espectro
La interpretación de los espectros es a menudo ambigua, relacionado con el tamaño de la partícula y otros factores, el espectro ofrece, sin embargo, una penetración en la composición de superficie. Al igual que con los colores, con el espectro observado pueden mostrar varios modelos de la superficie.
Las marcas del paso de agua helada han sido confirmadas en varios centauros (incluyendo (2060) Quirón, (10199) Cariclo y (5145) Folo). Además de los restos de hielo, varios otros modelos han sido presentan:
- Se ha sugerido que la superficie de Cariclo es una mezcla de tolinas (como las descubiertas en Titán y Tritón) con carbón amorfo.
- Folo se ha sugerido este cubierto por una mezcla de tolinas como las de Titan, carbón negro, olivino1 y hielo de metano.
- Se ha sugerido que la superficie de (52872) Ocírroe sea una mezcla de kerógenos, olivinas y el porcentaje pequeño de hielo.
- De (8405) Asbolo se cree que pueda ser una mezcla de 15% de tolinas (como Tritón), 8% de tolina (como Tritón), 37% de carbón amorfo y 40% de tolinas heladas.

Quirón, centauro con actividad cometaria conocida, parece ser el más complejo de todos. El espectro observado varía dependiendo del período de observación. Las marcas de hielo fueron detectadas en un período de baja actividad y desaparecieron durante la alta actividad.

### Parecidos con cometas
Las observaciones de Quirón de 1988 y 1989 cerca de su perihelio le descubrió dibujando una coma (un gas de nube y polvo que evaporan de su superficie). Así ahora es clasificado oficialmente como un cometa y un asteroide, aunque sea, con mucho, más grande que un cometa típico y exista alguna controversia persistente. Otros centauros están siendo controlados para ver si se descubre asimismo actividad cometaria: hasta ahora dos, Equeclo, y 166P/NEAT 2001 T4 ha mostrado tal conducta. 166P/NEAT 2001 T4 fue descubierto mientras exhibía una coma, y así que se clasifica como un cometa, aunque su órbita es la de un Centauro. (60558) Equeclo fue descubierto sin coma pero llegó a ser recientemente activo, por lo que consiguientemente es clasificado también como un cometa y un asteroide.

## Teorías del origen
El estudio de la evolución de los centauros es rico en desarrollos recientes pero todavía se encuentra obstaculizado por el limitado número de datos físicos. Se han propuesto diferentes modelos para el posible origen de los centauros. 
Las simulaciones indican que la órbita de algunos objetos del Cinturón de Kuiper puede ser perturbada, teniendo como resultado la expulsión del objeto de manera que llegara a ser un centauro. Los Objetos del Disco disperso serían dinámicamente los mejores candidatos1 para tales expulsiones, pero sus colores no entran dentro de la gama bicolor de los centauros. Los plutinos son una clase de objetos de Cinturón de Kuiper que muestran una naturaleza bicolor semejante, y actualmente ciertas voces indican que no todas las órbitas de los plutinos son tan estables como se pensaba inicialmente, debido a las perturbaciones provocadas por Plutón.
Se esperan más progresos cuando se conozcan más datos físicos sobre los KBO (Objetos del cinturón de Kuiper).
Por ejemplo los centauros podrían formar parte de un disco disperso interior de objetos perturbados del cinturón de Kuiper.
Se ha propuesto que el origen de algunos centauros ubicados entre Júpiter y Saturno, entre ellos Kaʻepaokaʻawela, sea un cúmulo estelar cercano y, debido a fuertes interacciones gravitacionales, fueron capturados por nuestro sistema solar.

## Centauros notables
Dentro de la lista de los centauros más conocidos encontramos:
| Nombre                   | Año  | Descubridor                           |
| ------------------------ | ---- | ------------------------------------- |
| (514107) Kaʻepaokaʻawela | 2014 | Pan-STARRS                            |
| (10199) Cariclo          | 1997 | Spacewatch                            |
| (8405) Asbolo            | 1995 | Spacewatch (James V. Scotti)          |
| (7066) Neso              | 1993 | Spacewatch (David Lincoln Rabinowitz) |
| (5145) Folo              | 1992 | Spacewatch (David Lincoln Rabinowitz) |
| (2060) Quirón            | 1977 | Charles T. Kowal                      |